# Агостіно Бассі
Агостіно Бассі (італ. Agostino Bassi; 25 вересня 1773, Маїраго, — 8 лютого 1856, Лоді) — італійський ботанік, ентомолог, паразитолог, попередник Луї Пастера.

## Біографія
Агостіно Бассі народився в комуні Маїраго 25 вересня 1773 року.
Він був сином багатого фермера та адвоката, який захоплювався біологією.
У 1807 році наукові дослідження Агостіно Бассі були присвячені вивченню смертельного захворювання шовковичного шовкопряда. Заражені гусениці шовковичного шовкопряда були покриті порошкоподібною білою речовиною. Дослідження причин цього захворювання продовжувалося 25 років.
Агостіно Бассі опублікував результати своїх досліджень в науковій статті Del mal del segno, calcinaccio o moscardino (1835). Виявилося, що поява порошкоподібної речовини було викликано мільйонами інфекційних білих грибкових спор на мертвих гусеницях шовковичного шовкопряда.
Агостіно Бассі рекомендував шовковій промисловості використання дезинфікуючих засобів, ізоляцію заражених гусениць шовковичного шовкопряда від здорових та дотримання гігієнічних норм. Це принесло йому принесло ему широку популярність.
Його наукова стаття Del mal del segno, calcinaccio o moscardino була перекладена французькою та поширилася у цілій Європі.
Агостіно Бассі помер 8 лютого 1856 року.
У 1953 році італійська пошта випустила поштову марку на честь 180-ліття з дня народження відомого вченого Агостіно Бассі.

## Наукова діяльність
Агостіно Бассі спеціалізувався на насіннєвих рослинах.

## Публікації
- Sulla fabbrica del formaggio all'uso lodigiano. 1820.
- Del mal del segno, calcinaccio o moscardino. 1835.
- Del contagio in generale. 1844.